# 塗銷空間
塗銷空間（英語：Scratch space），在硬碟上的一塊記憶空間，只提供暫時的資料儲存，不能被用來儲存可以被永久備份的檔案。系統可以設定周期性的清空這個區域的所有資料，讓這塊磁碟空間在將來可以繼續使用。這個區域的管理，通常是動態式的，只有在需要使時用時才進行。
塗銷空間通常使用於圖形設計程式，像是Adobe Photoshop。當程式需要更多記憶體空間，而系統的RAM提供的數量不足時，也可以使用這塊空間來暫時儲存資料。